# Општина Кришчор (Хунедоара)
Кришчор (рум. Crişcior) општина је у Румунији у округу Хунедоара.
Oпштина се налази на надморској висини од 294 m.